# ジエゴ・ヘナン・ジ・リマ・フェレイラ
ジエゴ・ヘナン（Diego Renan）ことジエゴ・ヘナン・ジ・リマ・フェレイラ（ポルトガル語: Diego Renan de Lima Ferreira、1990年1月26日 - ）は、ブラジルのサッカー選手。ポジションはDF。

## クラブ歴
クルゼイロECの下部組織からトップチームに昇格し、2008年3月27日にカンピオナート・ミネイロでプロ初出場。2016年まで所属した。
2017年1月4日にアソシアソン・シャペコエンセ・ジ・フチボウに移籍。
2018年にフィゲイレンセFCに移籍。

## タイトル
クルゼイロ
- カンピオナート・ミネイロ: 2008, 2009, 2011

クリシューマ
- カンピオナート・カタリネンセ: 2013

ヴィトーリア
- カンピオナート・バイアーノ: 2016

シャペコエンセ
- カンピオナート・カタリネンセ: 2017